# توماس فرانک
توماس فرانک (زادهٔ ۹ اکتبر ۱۹۷۳) مربی فوتبال اهل دانمارک است. او هدایت باشگاه فوتبال تاتنهام در لیگ برتر فوتبال انگلستان را بر عهده دارد.
توماس فرانک پس از ۱۸ سال فعالیت در رده‌های پایه، که طی آن هدایت چند رده سنی تیم ملی دانمارک را نیز بر عهده داشت، در سال ۲۰۱۳ به عنوان سرمربی تیم بروندبی وارد دنیای مربی‌گری بزرگسالان شد. او پس از جدایی از این باشگاه در سال ۲۰۱۶، به عنوان دستیار سرمربی به برنتفورد پیوست و در اکتبر ۲۰۱۸ به‌عنوان سرمربی منصوب شد. فرانک در پایان فصل ۲۱–۲۰۲۰، با برنتفورد به لیگ برتر صعود کرد و به دومین سرمربی تاریخ برنتفورد تبدیل شد که این تیم را به سطح اول فوتبال انگلیس می‌رساند.
در چهار فصل بعد، او با وجود محدودیت‌های مالی، موفق شد جایگاه برنتفورد را در لیگ برتر تثبیت کند. فرانک در ژوئن ۲۰۲۵، پس از هفت سال حضور برنتفورد، از این باشگاه جدا شد و پس از برکناری آنگه پوستکوگلو، سرمربی پیشین تاتنهام، هدایت این تیم را بر عهده گرفت.

## زندگی شخصی
فرانک متأهل است و سه فرزند دارد. او در سال ۱۹۹۹ مدرک کارشناسی رشته تربیت بدنی را از مؤسسه پزشکی ورزشی کپنهاگ دریافت کرد و بین سال‌های ۲۰۰۲ تا ۲۰۰۵ در همین مؤسسه در زمینه روان‌شناسی ورزشی و رهبری مبتنی بر مربی‌گری تحصیل کرد. فرانک همچنین مدتی در مهد کودک کار کرده و در سال ۲۰۰۴ در کالج کسب‌وکار ایشوی، تدریس می‌کرد. پیش از مهاجرت به لندن در دسامبر ۲۰۱۶، فرانک و خانواده‌اش در هویداور زندگی می‌کردند. او یکی از اعضای تیم گزارشگران بی‌بی‌سی اسپورت در رقابت‌های یورو ۲۰۲۴ نیز بود.

## مربیگری

### دانمارک
پس از یک دوره کوتاه بازی در فوتبال آماتور به‌عنوان هافبک، فرانک مسیر مربی‌گری خود را از سال ۱۹۹۵ و با هدایت تیم زیر ۸ سال باشگاه فردریکس‌ورک آغاز کرد. دو سال بعد هدایت تیم زیر ۱۲ سال را برعهده گرفت و سپس در سال ۱۹۹۸ به تیم هیدووِره پیوست. مسیر حرفه‌ای او در سال ۲۰۰۴ با عضویت در باشگاه بی‌۹۳ و در ۲۰۰۶ با انتقال به لینگبی ادامه یافت. فرانک در ژوئیه ۲۰۰۸، هدایت تیم‌های زیر ۱۶ و زیر ۱۷ سال دانمارک را برعهده گرفت. در سال ۲۰۱۱، تیم زیر ۱۷ سال دانمارک با مربیگری فرانک، برای نخستین بار پس از هشت سال به مرحله نیمه‌نهایی مسابقات قهرمانی اروپا رسید؛ اما در این مرحله با نتیجه ۲-۰ مقابل آلمان شکست خورد و از صعود به فینال باز ماند.‌ تیم زیر ۱۷ سال دانمارک همچنین برای نخستین بار در تاریخ خود به جام جهانی زیر ۱۷ سال راه یافت اما در این مسابقات به توفیقی دست نیافت و در مرحله گروهی از دور مسابقات کنار رفت.   فرانک در ژوئیه ۲۰۱۲، به عنوان سرمربی تیم زیر ۱۹ سال دانمارک انتخاب شد، اما موفق نشد این تیم را به مسابقات قهرمانی زیر ۱۹ سال اروپا برساند. او طی فعالیتش در فوتبال دانمارک، به صورت موقتی در یک بازی غیررسمی زیر ۱۸ سال در سال ۲۰۱۰ و یک مسابقه زیر ۲۰ سال در ۲۰۱۲، به جای مورتن ویگورست سرمربیگری کرد. وی همچنین در مواردی به عنوان دستیار در تیم‌های زیر ۱۶، زیر ۱۷، زیر ۱۸ و تیم زیر ۱۷ سال زنان فعالیت داشته است.

### برنتفورد‌

#### دستیار (۲۰۱۶–۲۰۱۸)
در نهم دسامبر ۲۰۱۶، توماس فرانک به انگلستان رفت و به عنوان دستیار سرمربی در باشگاه برنتفورد، که آن زمان در چمپیونشیپ بود، مشغول به کار شد. او این مسئولیت را در کنار ریچارد اوکلی به عهده گرفت. فرانک با برنتفورد قرارداد دو و نیم ساله‌ای امضا کرد در حالی که همان زمان پیشنهادی از یک باشگاه دانمارکی برای تصدی سمت سرمربیگری داشت. راسموس انکرسن، مدیر ورزشی وقت برنتفورد، نقش فرانک را فراتر از یک واسطه میان بازیکنان و کادر فنی دانست و توضیح داد که او مسئول پیگیری پیشرفت بازیکنان تیم ب و انتقال آن‌ها به تیم اصلی خواهد بود. او در فوریه ۲۰۱۸ قرارداد خود را تمدید کرد و تا پایان فصل ۲۰۱۹–۲۰۲۰ در برنتفورد ماند.

#### سرمربی‌گری و صعود به لیگ برتر (۲۰۱۸–۲۰۲۱)
با جدایی دین اسمیت در اکتبر ۲۰۱۸، فرانک به عنوان سرمربی برنتفورد معرفی شد. این انتصاب در شرایطی بود که باشگاه تحت تأثیر درگذشت مدیر فنی خود، رابرت رووان، دچار شوک شده بود. او در ابتدا نتایج چندان خوبی کسب نکرد و در ۱۰ بازی نخست تنها یک پیروزی داشت. با این حال پس از تغییر سیستم به ۳-۴-۳، وضعیت تیم بهبود یافت و عملکرد تثبیت شد. کسب هفت امتیاز از ۹ امتیاز ممکن در ژانویه ۲۰۱۹ موجب شد تا او برای جایزه سرمربی ماه چمپیونشیپ نامزد شود. فصل ۲۰۱۸–۱۹ با جایگاه یازدهم چمپیونشیپ و صعود تا مرحله پنجم جام حذفی به پایان رسید.
فصل بعد، فرانک تغییراتی در سیستم تیم انجام داد و بار دیگر از چینش ۴-۳-۳ بهره برد. او در اکتبر ۲۰۱۹ با کسب ۱۰ امتیاز از پنج بازی، بار دیگر نامزد جایزه سرمربی ماه چمپیونشیپ شد. در پی صعود برنتفورد به مرحلۀ پلی‌آف، فرانک و دستیارش قراردادی سه و نیم ساله امضا کردند.  با شروع مجدد فصل پس از وقفه‌های ناشی از  همه‌گیری کووید ۱۹، برنتفورد در ماه ژوئن بدون شکست ظاهر شد و فرانک جایزه سرمربی ماه را دریافت کرد. در این زمان برنتفورد به فینال پلی‌آف چمپیونشیپ رسید اما در برابر فولام، رقیب سنتی خود شکست خورد و از صعود به لیگ برتر بازماند.
در اکتبر ۲۰۲۰، فرانک به رکورد ۱۰۰ بازی مربیگری در این تیم رسید و بالاترین درصد برد را در میان مربیان برنتفورد با حداقل ۱۰۰ بازی، به خود اختصاص داد. او همچنین توانست در مقطعی از فصل، به آمار ۲۱ بازی پیاپی بدون شکست دست یابد. پنج برد متوالی در دسامبر ۲۰۲۰ باعث شد فرانک جایزه سرمربی ماه چمپیونشیپ را دریافت کند. پس از صعود به نیمه‌نهایی جام اتحادیه، برنتفورد فصل را در جایگاه سوم جدول به پایان رساند و راهی پلی‌آف لیگ برتر انگلیس شد. در نهایت، برنتفورد با پیروزی ۲-۰ مقابل سوآنزی سیتی، در فینال پلی‌آف ۲۰۲۱ موفق به صعود به لیگ برتر شد. این دستاورد باعث شد فرانک پس از هری کرتیس، دومین سرمربی تاریخ برنتفورد باشد که تیم را به بالاترین سطح فوتبال انگلیس می‌رساند. همچنین در همین فصل، فرانک عنوان برترین سرمربی سال فدراسیون فوتبال دانمارک را کسب کرد و برای جایزه مربی سال لیگ فوتبال لندن نیز نامزد شد.

#### لیگ برتر (۲۰۲۱–۲۰۲۵)
در نیمه فصل ۲۰۲۱–۲۲ و در حالی که برنتفورد در رتبه چهاردهم جدول لیگ برتر و با فاصله ۹ امتیازی از منطقه سقوط قرار داشت، فرانک و دستیارش برایان ریمر قراردادهای جدیدی به مدت سه و نیم سال امضا کردند. در مارس ۲۰۲۲، فرانک بار دیگر برای جایزه مربی سال فدراسیون فوتبال دانمارک نامزد شد.شکست‌ناپذیری در ماه آوریل لیگ برتر، باعث شد او در این ماه برای جایزه سرمربی ماه و در نهایت برای جایزه‌ برترین سرمربی فصل لیگ برتر نامزد شود. برنتفورد این فصل را با جایگاه سیزدهم به پایان رساند. با کاهش ده درصدی مالکیت توپ نسبت به فصل گذشته، سبک بازی برنتفورد تغییر کرد و توجه ویژه‌ای به گلزنی از ضربات ایستگاهی و ضدحمله‌ها معطوف شد. همچنین الگو گرفتن از تاکتیک‌های های دفاعی باشگاه کپنهاگن دانمارک در مقابل تیم‌های برتر اروپایی، نقش مهمی در بهبود کارهای تدافعی برنتفورد داشت.
در اکتبر ۲۰۲۲، فرانک به رکورد بیشترین تعداد پیروزی در ۲۰۰ بازی نخست هدایت برنتفورد رسید.
دستیار فرانک، برایان ریمِر، در ۲ دسامبر ۲۰۲۲ از سمت خود کناره‌گیری کرد و سه روز بعد، «کلاوس نورگور» که پیش‌تر نیز در تیم ملی دانمارک و باشگاه بروندبی دستیار فرانک بود، جایگزین او شد.
در شب کریسمس ۲۰۲۲، فرانک قرارداد جدیدی به مدت چهار سال و نیم با باشگاه امضا کرد.
عملکرد خوب برنتفورد در میانۀ فصل ۲۴–۲۰۲۳ باعث شد فرانک در سه ماه پیاپی نوامبر و دسامبر ۲۰۲۲ و ژانویه ۲۰۲۳ نامزد دریافت جایزهٔ مربی ماه لیگ برتر شود.
در مارس ۲۰۲۳، فرانک جایزهٔ مربی سال ۲۰۲۲ دانمارک را از سوی اتحادیه فوتبال این کشور (DBU) دریافت کرد.
برنتفورد در هفتهٔ پایانی فصل همچنان شانس کسب سهمیهٔ رقابت‌های اروپایی را داشت، اما با وجود پیروزی یک بر صفر برابر منچسترسیتی (و کسب دبل پیروزی برابر قهرمان لیگ)، نتایج سایر دیدارها طوری رقم خورد که این تیم در رتبهٔ نهم جدول قرار گرفت و از کسب سهمیۀ مسابقات اروپایی باز ماند.
در فصل ۲۴–۲۰۲۳، فرانک تیمی بحران‌زده و آسیب‌دیده را به رتبهٔ شانزدهم جدول رساند. برنتفورد چهار هفته مانده به پایان فصل، بقای خود را در لیگ برتر قطعی کرد. با وجود رتبهٔ پایین، این تیم فصل را با ۱۳ امتیاز اختلاف نسبت به منطقهٔ سقوط به پایان رساند.
در طول فصل، بازیکنان برنتفورد، ۲۱ بار دچار مصدومیت شدند و ۱۱ بار تحت عمل جراحی قرار گرفتند. همچنین ایوان تونی، گلزن اول تیم در سه فصل اخیر، به‌دلیل محرومیت از سوی اتحادیه فوتبال انگلستان، تنها در چهار ماه پایانی فصل اجازهٔ بازی داشت.
در فصل ۲۵–۲۰۲۴، دو هفته مانده به پایان رقابت‌ها، برنتفورد همچنان در کورس کسب سهمیهٔ اروپا بود اما با کسب تنها یک امتیاز از دو بازی پایانی و قرار گرفتن در رتبۀ دهم جدول، موفق به صعود به مسابقات اروپایی نشد. فرانک در پایان فصل نامزد دریافت جایزهٔ مربی فصل لیگ برتر شد. 

### تاتنهام هاتسپر
در ۱۲ ژوئن ۲۰۲۵، توماس فرانک با امضای قراردادی تا سال ۲۰۲۸ جانشین آنژه پستکوغلو در سمت سرمربی تاتنهام هاتسپر شد. باشگاه برنتفورد در ازای این انتقال ۱۰ میلیون پوند غرامت دریافت کرد.
در ۱۳ اوت ۲۰۲۵، فرانک در اولین بازی رسمی خود به عنوان سرمربی تاتنهام، در سوپرکاپ اروپا برابر پاریسن‌ژرمن، قهرمان لیگ قهرمانان اروپا، قرار گرفت و پس از تساوی در ۹۰ دقیقه، در ضربات پنالتی از این تیم شکست خورد و به نایب‌قهرمانی رسید.

## افتخارات
دانمارک زیر ۱۷ سال
- قهرمان جام زیر ۱۷ سال سیارنکا: ۲۰۱۰[۲۱][۶۲]

برنتفورد
- قهرمان پلی‌آف چمپیونشیپ فوتبال انگلستان: ۲۰۲۱[۳۸]

- بهترین سرمربی سال فوتبال لندن: ۲۰۲۰[۶۳]
- بهترین سرمربی سال دانمارک (از سوی فدراسیون فوتبال دانمارک): ۲۰۲۰، ۲۰۲۲[۴۱]
- سرمربی ماه چمپیونشیپ انگلستان: ژوئن ۲۰۲۰، دسامبر ۲۰۲۰[۴۸]

## آمار مربی‌گری
الگو:به‌روز‌رسانی
| تیم                        | از            | تا           | بازی | برد | مساوی | باخت | درصد برد |
| -------------------------- | ------------- | ------------ | ---- | --- | ----- | ---- | -------- |
| تیم ملی زیر ۱۶ سال دانمارک | ۱ ژوئیه ۲۰۰۸  | ۲۰۱۱         | ۲۵   | ۱۰  | ۳     | ۱۲   | ٪۴۰٫۰۰   |
| تیم ملی زیر ۱۷ سال دانمارک | ۱ ژوئیه ۲۰۰۸  | ژوئیه ۲۰۱۲   | ۶۶   | ۳۸  | ۱۴    | ۱۴   | ٪۵۷٫۵۸   |
| تیم ملی زیر ۱۹ سال دانمارک | ژوئیه ۲۰۱۲    | ژوئن ۲۰۱۳    | ۱۵   | ۱۰  | ۱     | ۴    | ٪۶۶٫۶۷   |
| بروندبی                    | ۱۰ ژوئن ۲۰۱۳  | ۹ مارس ۲۰۱۶  | ۱۰۳  | ۴۶  | ۲۹    | ۲۸   | ٪۴۴٫۶۷   |
| برنتفورد                   | ۱۶ اکتبر ۲۰۱۸ | ۱۲ ژوئن ۲۰۲۵ | ۳۱۷  | ۱۳۲ | ۷۷    | ۱۰۸  | ٪۴۱٫۶۶   |
| تاتنهام هاتسپر             | ۱۲ ژوئن ۲۰۲۵  | اکنون        | ۱    | ۰   | ۱     | ۰    | ٪۰٫۰۰    |
| جمع                        |               |              | ۵۲۷  | ۲۳۶ | ۱۲۵   | ۱۶۶  | ٪۴۴٫۷۸   |